# Federica Cavicchia
Federica Cavicchia (Lucerna, 8 novembre 1998) è una calciatrice svizzera con cittadinanza italiana, centrocampista del Brescia.
Trascorsa la prima parte della sua carriera giocando nel campionato svizzero, ottiene con il Zurigo il double campionato-Coppa al termine della stagione 2017-2018 prima di trasferirsi in Italia. Veste inoltre le maglie delle nazionali giovanili dell'Italia, ottenendo con la formazione Under-17 il terzo posto all'Europeo di Inghilterra 2014 ed il terzo posto nel Mondiale della Costa Rica 2014 prima di passare all'Under-19.

## Biografia
Federica Cavicchia nasce in Svizzera, a Lucerna, capoluogo dell'omonimo cantone, crescendo a Prata Sannita prima di ritornare con i genitori nella città natia.

## Carriera

### Club
Appassionatasi al calcio fin da giovanissima, inizia a giocare dall'età di 6 anni crescendo calcisticamente nelle formazioni giovanili del Lucerna giocando con i maschi di pari età.
Dalla stagione 2016-2017 è aggregata alla prima squadra Lucerna femminile che disputa il campionato di Lega Nazionale A, ottenendo sia in questo che nel successivo il quarto posto.
Durante il calciomercato estivo 2016 trova un accordo con il Zurigo per giocare la stagione entrante con le Campionesse di Svizzera in carica. Grazie al risultato ottenuto nella precedente stagione, Cavicchia ha l'opportunità di disputare la UEFA Women's Champions League per la stagione 2016-2017, debuttando il 23 agosto nell'incontro vinto per 3-1 sulle slovacche dello Slovan Bratislava. Gioca tutti i tre incontri della fase di qualificazione, con la squadra che conclude al primo posto il suo girone ottenendo l'accesso ai sedicesimi di finale, superando le austriache dello Sturm Graz senza venire impiegata, mentre scende in campo nel ritorno degli ottavi nell'incontro perso pesantemente per 9-0, eliminata dalle campionesse in carica dell'Olympique Lione. Nettamente migliori le prestazioni in campionato, dove ottiene il double campionato-Coppa al termine della stagione 2017-2018 dopo essersi classificate al secondo posto e aver ceduto la Coppa Svizzera al Neunkirch la stagione precedente.
Nell'ottobre 2018 si trasferisce al Tavagnacco per giocare il suo primo campionato italiano in carriera. Inserita in rosa per la stagione 2018-2019, fa il suo esordio in campionato alla 2ª giornata, schierata titolare nell'incontro pareggiato in trasferta per 2-2 con la Roma. Alla sua prima stagione con la squadra friulana colleziona 13 presenze in campionato,
alle quali si aggiunge una sola presenza in Coppa Italia.
Nell'estate 2019 scende in Serie B, accordandosi con il neopromosso Napoli.

### Nazionale
Nel febbraio 2013, Federica segue la squadra al ritiro di Roma dove gioca un'amichevole contro i pari età delle giovanili dell'AS Roma. Durante la partita viene notata e segnalata al responsabile tecnico della nazionale femminile Corrado Corradini il quale, dopo un iniziale colloquio, la ricontattò per inserirla in rosa nelle due partite amichevoli che la Nazionale italiana Under-17 doveva disputare il 22 aprile a Meda contro la pari rappresentativa della nazionale norvegese Giudicata positivamente il ct Enrico Sbardella e Rita Guarino la convocarono per tutte le fasi dell'Europeo 2013 senza tuttavia venire mai impiegata.
Sbardella la chiama anche per le qualificazioni al successivo Europeo di Inghilterra 2014, torneo che in realtà si svolge prima del termine dell'anno per poter determinare con sufficiente anticipo le squadre della zona UEFA che potranno accedere al Mondiale della Costa Rica 2014, dove debutta in un incontro ufficiale UEFA il 2 luglio 2013, al Kavarna Stadium di Kavarna, partita vinta dall'Italia per 6 a 0 sulle avversarie della Macedonia. Cavicchia condivide il percorso della sua nazionale, superandolo al primo posto il gruppo 9 nella prima fase e conquistandolo anche nella fase élite, pur avendo perso l'incontro con il Portogallo, per lei 5 le presenze nelle due fasi, avendo quindi accesso alla fase finale per la prima volta nella sua storia sportiva. Qui Sbardella la impiega in tutti i cinque gli incontri, dove le Azzurrine ottengono il primo posto nella fase a gironi, battute dalla sola Austria e dove Cavicchia è determinante per il passaggio del turno siglando al 74' la rete della vittoria per 1-0 sull'Inghilterra, perdono per 1-0 la semifinale con la Germania, nazionale che si aggiudicherà poi in finale il quarto titolo di categoria, e conquista infine l'accesso al primo Mondiale per la formazione italiana, ritrovando l'Inghilterra nella finalina per il terzo posto, superandola ai tiri di rigore dopo che i tempi regolamentari si erano chiusi a reti inviolate.
Inserita in rosa da Sbardella anche per il Mondiale, Cavicchia scende in campo in tutti i sei incontri disputati dall'Italia che, con due vittorie e una sconfitta nella fase a gironi la vedono conquistare il passaggio del turno come seconda classificata del gruppo A, battere il Ghana ai rigori dopo che le avversarie avevano siglato la rete del 2-2 al 90' nei quarti di finale, perdere 2-0 la semifinale con la Spagna e ottenere lo storico risultato a un Mondiale nella sofferta finale per il terzo posto, facendosi recuperare al 90+5' dal Venezuela la rete che fissa sul 4-4 il risultato ai tempi regolamentari ma superandolo, ancora una volta, ai rigori.
L'anno seguente è nuovamente convocata per le qualificazioni all'Europeo di Islanda 2015, venendo impiegata da Sbardella  in tutti i sei incontri, dove l'Italia non riesce a bissare la prestazione della scorsa edizione non riscendo ad accedere alla fase finale.
Sempre del 2015 è la sua prima convocazione in Under-19, chiamata per le qualificazioni all'Europeo di Slovacchia 2016, maturando 6 presenze in tutti gli incontri giocati dalle Azzurrine che non riescono ad accedere alla fase finale, chiamata anche per la successiva qualificazione a Irlanda del Nord 2017, con l'Italia che questa volta ottiene l'accesso alla fase finale a sei anni dalla precedente dell'Europeo casalingo 2011. Cavicchia scende in campo in cinque delle sei partite delle qualificazioni, alle quali si aggiungono due della fase a gironi, la sconfitta per 6-1 con la Francia e il pareggio per 3-3 con i Paesi Bassi, risultati che uniti all'iniziale sconfitta per 2-1 con l'Inghilterra vede chiudere il gruppo B all'ultimo posto venendo di conseguenza eliminata dalla competizione.

## Palmarès
- Campionato svizzero: 1

Zurigo: 2017-2018
- Campionato italiano di Serie B: 1

Como: 2021-2022
- Coppa Svizzera: 1

Zurigo: 2017-2018